# Monarquies europees
En l'actualitat hi ha a Europa dotze estats que es regeixen per una monarquia. D'aquests 12 països, n'hi ha 7 que formen part de la Unió Europea: Espanya, Bèlgica, Luxemburg, Dinamarca, Noruega, Països Baixos i Suècia. L'últim monarca en prendre possessió ha estat Felip VI d'Espanya que va substituir el seu pare Joan Carles I d'Espanya el juny de 2014. Dos casos singulars són la Ciutat del Vaticà on hi ha l'única monarquia electiva actualment i Andorra on els seus coprínceps un és escollit pel Vaticà i l'altre pels ciutadans francesos.

## Monarquies europees actuals
| País                        | Rei                                          | Consort                       | Hereu                              |
| --------------------------- | -------------------------------------------- | ----------------------------- | ---------------------------------- |
| Bandera de l'estat espanyol | Felip VI d'Espanya                           | Letícia Ortiz Rocasolano      | Elionor de Borbó i Ortiz           |
| Bandera de Bèlgica          | Felip de Bèlgica                             | Matilde d'Udekem d'Acoz       | Elisabet de Bèlgica                |
| Dinamarca                   | Margarida II de Dinamarca                    | Enric de Monpezat             | Frederic de Dinamarca              |
| Liechtenstein               | Hans Adams II                                | Maria de Liechtenstein        | Alois de Liechtenstein             |
| Luxemburg                   | Enric I de Luxemburg                         | Maria Teresa Mestre           | Guillem de Luxemburg               |
| Mònaco                      | Albert II de Mònaco                          | Charlene Wittstock            |                                    |
| Noruega                     | Harald V de Noruega                          | Sònia Haraldsen               | Haakon de Noruega                  |
| Països Baixos               | Guillem Alexandre dels Països Baixos         | Màxima Zorreguieta            | Caterina-Amàlia dels Països Baixos |
| Regne Unit                  | Carles III del Regne Unit                    | Caterina, Princesa de Gal·les | Guillem, Príncep de Gal·les        |
| Suècia                      | Carles XVI Gustau de Suècia                  | Sílvia Sommerlath             | Victòria de Suècia                 |
| Ciutat del Vaticà           | Papa Francesc                                |                               |                                    |
| Andorra                     | Joan-Enric Vives i Sicília i Emmanuel Macron |                               |                                    |

## Monarquies europees a l'exili o sense poder
| País     | Aspirant al tron                      | Consort                 | Hereu                           |
| -------- | ------------------------------------- | ----------------------- | ------------------------------- |
| Itàlia   | Víctor Manuel d'Itàlia                | Marina Doria            | Emmanuel Filiberto              |
| Bulgària | Simeó II de Bulgària                  |                         | Príncep Kardam de Bulgària      |
| França   | Comte de París                        |                         |                                 |
| Grècia   | Constantí II de Grècia                | Anna Maria de Dinamarca | Pau de Grècia                   |
| Sèrbia   | Alexandre de Iugoslàvia               |                         |                                 |
| Romania  | Miquel de Romania                     |                         |                                 |
| Rússia   | María Vladimirovna                    |                         |                                 |
| Albània  | Leka I d'Albània                      | Susan Zog               | Leka Anwar Zog Reza Baldovino   |
| Alemanya | Ernest August de Hannover             | Carolina de Mònaco      | Ernst August de Hanover (1983-) |
| Portugal | Duarte Pío João Miguel Gabriel Rafael | Isabel de Heredia       | Afonso de Santa María           |

En el cas d'Alemanya la fragmentació de la corona, dona el fet que si algun dia es reinstaurés el Príncep Georg Friedrich de Prússia nascut el 10 de juny de 1996 i membre de la casa imperial dels Hohenzollern, podria també reclamar els drets dinàstics.